# Charles-Alexandre de Morell d’Aubigny

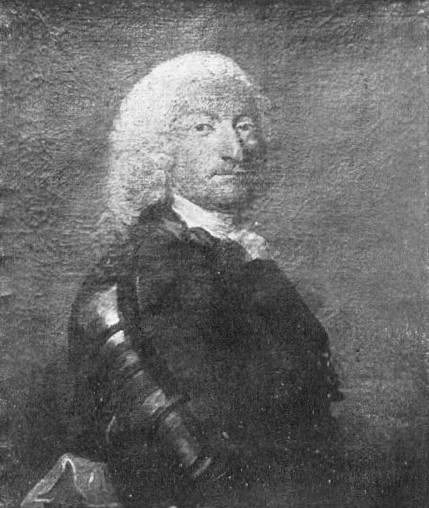
Charles-Alexandre Morell d’Aubigny

Charles-Alexandre de Morel d’Aubigny (* 3. Februar 1699 in La Rochelle, Frankreich; † 25. März 1781 in Rochefort, Frankreich) war ein französischer Adliger und Marineoffizier, zuletzt in der Position eines Vizeadmirals von Frankreich.

## Biografie

### Herkunft und Familie

Wappen Morell d'Aubigny

Charles-Alexandre Morell stammt aus der Familie Morell d’Aubigny, einer alten normannischen Adelsfamilie aus der Umgebung von Falaise, die seit 1480 nachweisbar ist. Die Familie, die auch die Zweige Morell d’Aubigny de Putanges und Morell d’Aubigny d’Assy hervorbrachte, stellte der zahlreiche Offiziere und unterhielt gute Kontakte zu den Häusern De Montgoméry, De Rohan, De Montmorency und Luynes.
D’Aubignys Vater Alexandre-René Morell (1669–1705), genannt Comte d’Aubigny, Vicomte de Neuvillette, Seigneur de Champagné et autres lieux war eine Zeit lang Malteserritter, bevor er den Orden verließ und in die königliche Marine eintrat, wo er als Leutnant zur See im Departement Rochefort eingesetzt war. Er heiratete 1695 in La Rochelle Louise Gabaret, die Tochter von Louis Gabaret, Kapitän zur See und späterer Chef d’escadre des armées navales, verstarb aber früh. Aus der Verbindung gingen zwei Söhne hervor. Louis-Alexandre, geboren am 4. Oktober 1696, Leutnant zur See, Ritter von Saint-Louis, starb ohne Nachkommen am 29. Januar 1746 in Rochefort.
Charles-Alexandre de Morell d’Aubigny wurde am 3. Februar 1699 in La Rochelle geboren und am darauf folgenden 10. Februar in der Kirche Saint-Barthélémy getauft. Nach dem Tod seines Vaters, 1702 oder 1705 während einer Reise nach Havanna, strebte er wie dieser mit seinem älteren Bruder eine Karriere in der königlichen Marine an.

### Karriere in der königlichen Marine

#### Die ersten Jahre
Charles-Alexandre Morell trat am 14. April 1713 im Alter von 14 Jahren als Gardemarin im Departement Rochefort in die königliche Marine ein, am selben Tag wie sein älterer Bruder. Seine erste Reise unternahm er 1714 auf der Le François unter dem Kommando des Chevalier de Montlaur nach Martinique, Saint-Domingue, Havanna und Veracruz. Erst 1715 kehrte er nach Frankreich zurück. Zwei Jahre später, 1717, diente er auf der Fregatte l’Atalante, die unter dem Kommando des Marquis de La Froselière zur Île Royale vor Neufrankreich segelte, schiffte sich 1721 auf der Flûte Chameau unter dem Kommando von M. de La Mirande nach Kanada und 1724 auf der Néréide unter dem Kommando von M. de Gabaret zu den Îles du Vent ein.
Am 7. Februar 1724 wurde er Unterbrigadier (Sous-brigadier) der Marinegarde und am 2. Februar 17277 wurde er zum Lieutenant de Vaisseau (Leutnant zur See) befördert. Im selben Jahr diente er auf der Ardent unter dem Kommando von M. de Gabaret im Geschwader des Marquis d’O. Nachdem er 1729 auf der Flûte La Gironde unter dem Kommando des Chevalier de la Saussaye nach Cayenne und Martinique gesegelt war, wurde er 1731 erneut zur Marinegarde in Toulon kommandiert und nahm 1732 als Fähnrich der Marinegarde auf der vom Chevalier de Caylus kommandierten Le Héros am Feldzug zur Île Royale teil. 1734 und 1735 diente er an Bord der vom Marquis de La Roche-Allard kommandierten Saint-Philippe im Geschwader von Duguay-Trouin. Im Jahr darauf kehrte er in die Marine zurück, wurde aber bereits 1737 erneut abgestellt, um als Kommandeur von Marineinfanterie in Louisiana gegen die indigenen Chickasaws zu kämpfen. Diese Expedition endete erst 1740. In der Zwischenzeit hatte er am 1. April 1738 auch in der Marinegarde den Dienstrang Leutnant erreicht und befehligte die Fleute Le Profond, die Versorgungsgüter zur Île Royale bringen sollte. Am 1. Januar 1742 wurde er zum Ritter des Ordre royal et militaire de Saint-Louis geschlagen.

#### Der Österreichische Erbfolgekrieg
Am 1. Januar 1746, zum Ende des Österreichischen Erbfolgekriegs wurde D’Aubigny zum Capitaine de Vaisseau (Kapitän zur See) befördert und im Jahr darauf als Nachfolger von Chevalier de Bretauville zum Kommandanten des Linienschiffes Le Sérieux ernannt. Die Le Sérieux, ein Schiff mit 64 Kanonen, wurde zusammen mit zwei weiteren Linienschiffen, der Le Diamant und der La Gloire, und zwei Fregatten in Brest bewaffnet, um einen Konvoi von 30 Truppentransportschiffen zu schützen, die Louisbourg in Kanada zurückerobern sollten. Das Geschwader stand unter dem Kommando des Chef d’escadre des armées navales La Jonquière. Auf der Île-d’Aix schlossen sich die Schiffe des Chevalier de Saint-Georges dem Verband an.

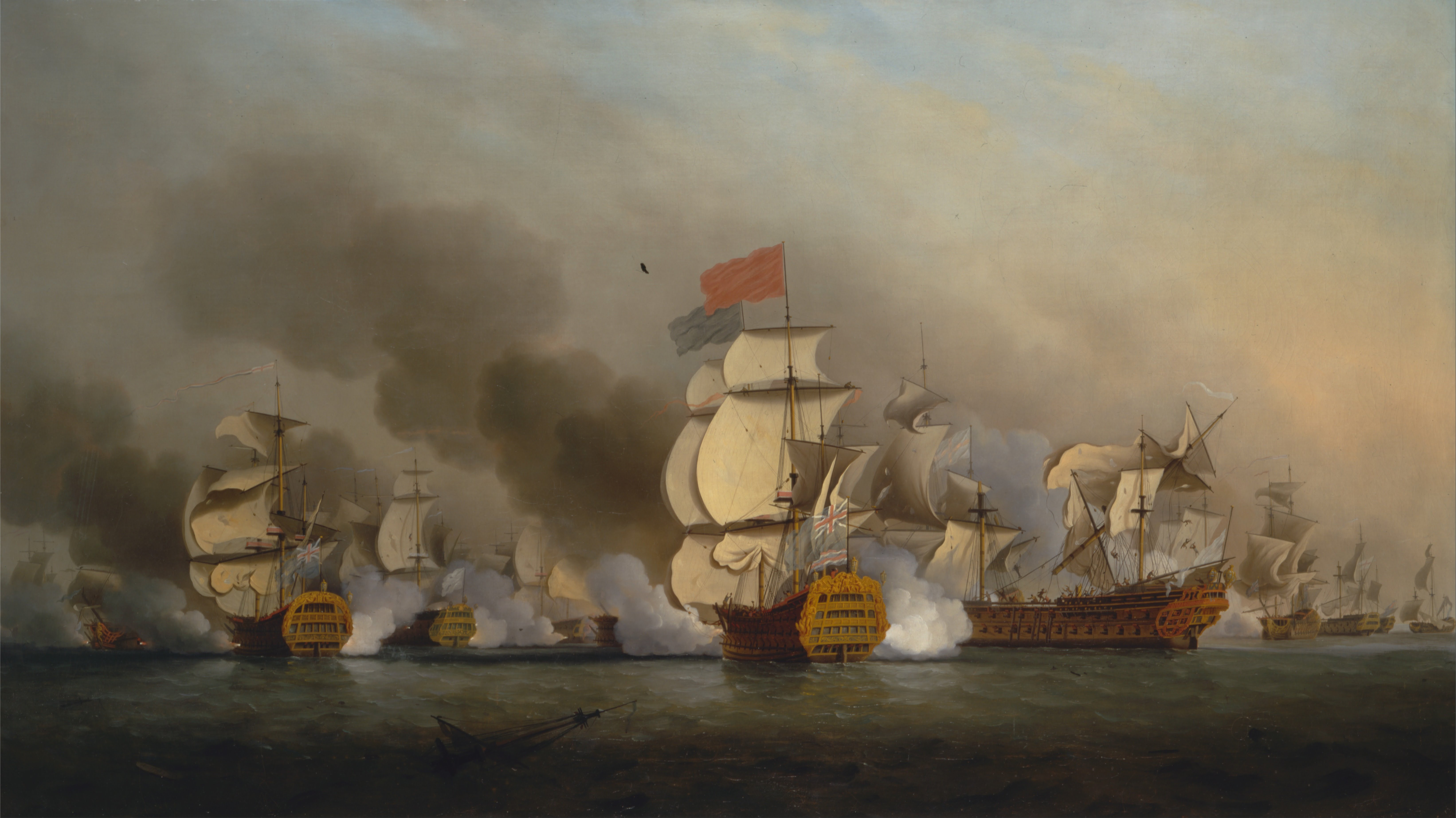
Die Schlacht am Kap Finisterre im Jahr 1747. D’Aubigny kämpfte dort auf der Sérieux. Gemälde von Samuel Scott (1749).

Das französische Geschwader traf am 14. Mai 1747 vor Cabo Ortegal auf das britische Geschwader von Admiral Anson, das aus 14 Linienschiffen und zwei Fregatten bestand. In dem anschließenden dreistündigen Gefecht musste die Le Sérieux die Flagge streichen. Zu diesem Zeitpunkt stand Wasser drei Meter hoch im Laderaum, ihre Batteriedecks waren überflutet oder zerstört und der Hauptmast zertrümmert. Alle Offiziere an Bord waren getötet oder verwundet worden, D’Aubigny selbst wurde schwer am Bein verwundet. Sein Erster Offizier, La Clocheterie, fiel im Kampf.
Zwei Jahre später nahm D’Aubigny erneut an einer Einsatzfahrt nach Kanada teil und befehligte die Leopard per Befehl vom 10. April 1749. Nachdem er den Marquis de La Jonquière, der zum Gouverneur von Neufrankreich ernannt worden war, in diese Kolonie verbracht hatte, brachte d’Aubigny bei seiner Rückkehr den Marquis de La Galissonière mit, der mit dem Generalkommando dieser Kolonie ausgestattet worden war. Da ihm diese Reise sowohl durch die Qualität der Passagiere als auch durch die Anzahl der ihn begleitenden Personen erhebliche Ausgaben verursacht hatte, wurde d’Aubigny auf Vorschlag beim König eine außerordentliche Gratifikation in Höhe von 5.000 Livres gewährt. Im Februar 1754 wurde er zum Kommandanten der l’Éveillé ernannt und befehligte im selben Jahr das Schiff l’Aigle und die Fregatte La Diane, um den Kabeljaufang vor der Île Royale zu schützen.

#### Im Siebenjährigen Krieg
Am 14. Februar 1755 gewährte ihm der König eine Pension von 600 Livres aus dem königlichen Schatzamt. In den Jahren 1755 und 1756 befehligte D’Aubigny die Schiffe Le Prudent und L’Atalante mit 36 Kanonen. Am 11. März 1756 wurde er an Bord der Le Prudent vor Martinique Zeuge der Eroberung der britischen HMS Warwick durch die Atalante, kommandiert von dem Grafen du Chaffault, nach fünfstündigem Kampf. Die Gratifikation, die der König den Offizieren und Mannschaften des Geschwaders gewährte, belief sich auf die Summe von 44.000 Livres.
D’Aubigny war am 1. Januar 1757, wenige Monate nach Beginn des Siebenjährigen Krieges, zum Chef d’escadre des Armées navaux befördert worden und befand sich am 1. April desselben Jahres in Brest und befehligte die Duc de Bourgogne als Teil des Geschwaders von Dubois de La Motte. Dieser hatte den Auftrag erhalten, mit einer Flotte von acht Schiffen und zwei Fregatten Louisbourg vor den Briten zu schützen. Die französische Flotte hatte jedoch mit schlechtem Wetter zu kämpfen, das die Schiffe auseinandertrieb, und mit Krankheiten, die die Besatzungen dezimierten. Im Juli 1757 traf das Geschwader mit 1200 Kranken vor Louisbourg ein. Die Mission war jedoch trotzdem erfolgreich, da die Briten die Belagerung aufgaben und ihre Flotte in einem Sturm auseinandergerissen wurden. Letztlich konnten die Briten den Ort aber im Folgejahr einnehmen.
Im Oktober 1759 wurde D’Aubigny beauftragt, gemeinsam mit Latouche-Treville eine technische Untersuchung über den Zustand der Häfen von Le Havre bis Dünkirchen durchzuführen. 1761 wurde er anstelle von Herrn Dupin de Belugard zum Kommandanten der Marine in Rochefort ernannt und hielt diesen Posten bis Januar 1763, als er von Froger de l’Éguille abgelöst wurde. In dieser Zeit spielte er eine aktive Rolle, da die vorhergehenden britischen Siege im Siebenjährigen Krieg die britische Admiralität veranlasst hatten, Angriffe an verschiedenen Punkten der französischen Küste zu planen. Am 29. Mai 1761 traf in Rochefort der Befehl ein, ein Geschwader auszurüsten, um die Briten, die vor der Île d’Aix und der Charente-Mündung kreuzten, zu zwingen, sich von der Küste zu entfernen. Unter dem Befehl D’Aubignys bestand das Geschwader aus sechs Linienschiffen: der Intrépide, Kapitän M. de La Touche-Tréville; der Saint-Michel, Kapitän M. de Lisardais; der Guerrier, Kapitän M. d’Orvilliers; der Souverain; der Magnifique, Kapitän M. du Chaffault; der Solitaire, Kapitän M. de Lascarry. In der zweiten Reihe standen zwei Fregatten, die Hebé unter dem Kommando von De La Touche-Beauregard und die Aigrette unter dem Kommando von Du Chaffault, sowie zehn Prahme.
Die folgenden Ereignisse und die Untätigkeit des Marineministers Berryer führten allerdings dazu, dass das Geschwader sein Ziel änderte und schließlich kampflos den Einsatz abbrach. Die Zitadelle von Le Palais auf der Belle-Île musste am 7. Juni 1761 für die Briten geöffnet werden. In der Folge erhielt D’Aubigny widersprüchliche Befehle und musste sein Geschwader im März 1762 teilen und die restlichen Schiffe schließlich entwaffnen und stilllegen.

#### Spätere Jahre
Im Januar 1763 gab D’Aubigny den Oberbefehl über die Marinestreitkräfte in Rochefort ab. Am 1. Oktober 1764 wurde er zum Lieutenant-général des armées navales ernannt. D’Aubigny, der bereits Ritter des Ordens von Saint-Louis war, wurde am 26. April 1767 zum Kommandeur von Saint-Louis und am 20. März 1773 zum Großkreuz desselben Ordens mit einer Pension von 6000 Livres ernannt, was zu dieser Zeit eine beachtliche Gunst war, da das Edikt von 1693 die Zahl der Großkreuze von Saint-Louis auf nur acht begrenzte.
Schließlich wurde er durch Befehle des Königs vom 16. Februar 1780 zum Vice-amiral ès me du Levant ernannt, um den Grafen d’Aché zu ersetzen, der im selben Jahr verstorben war. Zur gleichen Zeit wurde Prinz de Bauffremont-Listenois Vice-amiral ès me du Ponant. Beide unterstanden dem Admiral von Frankreich, dem Herzog von Penthièvre.
Der Graf d’Aubigny behielt dieses Amt etwas mehr als ein Jahr lang, bis er am 25. März 1781 in Rochefort im Alter von 82 Jahren verstarb. Sein Nachfolger in der Vizeadmiralität der Levante wurde der Graf de Roquefeuil. Bis zu seinem Tod hatte er 68 Jahre in der Marine gedient, 17 Einsatzfahrten als Kommandant von sieben Schiffen und Fregatten absolviert und an zwei Schlachten teilgenommen.

## Familie
D’Aubigny heiratete am 20. November 1743 in Rochefort Marguerite de Goussé de La Roche-Allard († 5. September 1785), die Tochter des Lieutenant-Général De La Roche-Allard, später Vizeadmiral und Kommandeur vom Orden Saint-Louis, und seiner Frau Angélique Perrot. Aus dieser Verbindung gingen sechs Kinder hervor, von denen fünf vor ihrem Vater starben.